# Хелен Фрітцон
Хелен Фрітцон (швед. Heléne Fritzon) — шведська політична діячка, членкиня Соціально-демократичної партії, міністерка з питань міграції та політики притулку Швеції, заступниця міністра юстиції (з 2017 року). Перед тим, як стати міністреркою уряду, Фрітцон була мером міста Крістіанстад.
Одружена з Генріком Фрітцоном, головою виконавчого комітету Регіональної ради міста Скен, живе в місті Дегеберга, муніципалітет Крістіанстад.
27 липня 2017 року була призначена міністеркою з питань міграції та політики притулку Швеції, заступницею міністра юстиції.